# Литвиненко, Александр Валерьевич
Александр Валерьевич Литвиненко (укр. Олександр Валерійович Литвиненко; род. 27 апреля 1972, Киев) — украинский государственный деятель. Глава Службы внешней разведки Украины (23 июля 2021 — 26 марта 2024). Секретарь Совета национальной безопасности и обороны Украины с 26 марта 2024 года по 18 июля 2025 года.

## Биография
Родился 27 апреля 1972 года в Киеве.
1989—1994 — слушатель Академии Федеральной службы безопасности России.
1994—1998 — офицер, старший офицер, главный специалист Главного управления правительственной связи СБУ.
1998—2005 — старший консультант, заведующий отделом, заместитель директора-заведующий отделом, первый заместитель директора Национального института стратегических исследований.
2005—2007 — руководитель Управления, Экспертной комиссии, Департамента государственной безопасности Аппарата Совета национальной безопасности и обороны Украины.
2007—2009 — заместитель начальника Департамента информационно-аналитического обеспечения Службы безопасности Украины.
2009—2010 — советник директора Института проблем национальной безопасности при Совете национальной безопасности и обороны Украины.
2010—2014 — заместитель директора Национального института стратегических исследований.
С 4 апреля 2014 по 13 августа 2019 — заместитель Секретаря Совета национальной безопасности и обороны Украины.
С 13 августа 2019 по 23 июля 2021 — директор Национального института стратегических исследований.
Ассистент, доцент, профессор Института международных отношений Киевского национального университета имени Тараса Шевченко (1998—2007, 2010—2014).
С 23 июля 2021 по 26 марта 2024 года — глава Службы внешней разведки Украины.
26 марта 2024 года назначен секретарём Совета национальной безопасности и обороны Украины.
18 июля 2025 года указом президента Владимира Зеленского освобождён от должности секретаря Совета национальной безопасности и обороны Украины.
Государственный служащий 2-го ранга, генерал-майор.

## Награды
- Заслуженный деятель науки и техники Украины (1 декабря 2011) — за значительный личный вклад в социально-экономическое, научно-техническое, культурно-образовательное развитие независимого Украинского государства, весомые трудовые достижения, многолетний добросовестный труд[17]
- Орден князя Ярослава Мудрого V степени (21 августа 2020) — за значительный личный вклад в государственное строительство, социально-экономическое, научно-техническое, культурно-образовательное развитие Украины, весомые трудовые достижения и высокий профессионализм[18]